# Ислам в Турции
Ислам в Турции — первая по числу приверженцев и значению религия в Турции. Установление ислама на территории современной Турции завершилось ко второй половине XI в., когда турки-сельджуки совершили экспансию в Восточной Анатолии. По данным ЦРУ 99,8 % населения Турции являются мусульманами. По данным социологических опросов, 97,8 % населения Турции являются мусульманами. Около 80 % мусульман — сунниты, а шииты-алевиты составляют около 20 % мусульманского населения. Около 3 % мусульманского населения составляют шииты-двунадесятники.
Несмотря на то, что после реформ Ататюрка Турция официально считается светским государством, религия в этой стране имеет важное значение.
| Ислам в Турции     | Ислам в Турции | Ислам в Турции | Ислам в Турции | Ислам в Турции |
| Ислам              |                |                | Процент        |                |
| ------------------ | -------------- | -------------- | -------------- | -------------- |
| Суннитского Ислама |                |                | 80 %           |                |
| Шиитского Ислама   |                |                | 20 %           |                |

## Ислам в Османской империи
От имени султана духовной властью страны управлял шейх-уль-ислам — высшее мусульманское духовное лицо империи. Высшее духовенство, улемы, состояло из кадиев — судей в мусульманских судах, муфтиев — исламских богословов и мюдеррисов — преподавателей медресе. Влияние духовенства объясняет тот факт, что к XIX веку неотчуждаемые владения в его руках (вакуфные земли) составляли почти треть всех обрабатывавшихся земель в Османской империи. Шейх-уль-ислам обладал исключительным правом толковать решение властей империи с точки зрения Корана и шариата. Он издавал фетвы — документы, одобряющие указы султана.
Ислам играл неоднозначную роль в развитии Османской империи. Зачастую страдавшие от религиозного мракобесия европейцы находили убежище у османского султана. В XV веке духовными и некоторыми гражданскими делами стали ведать религиозные общины миллеты. Через глав этих общин власти взимали налоги (джизья) с немусульман (зимми). Патриархи греко-православной и армяно-григорианской общин, а также главный раввин иудейской общины были поставлены как посредники между султаном и немусульманским населением. Султаны оказывали милости главам общин в качестве платы за поддержание их паствы в повиновении.
Ещё одной формой взаимоотношений был девширме — налог крови, принудительный набор христианских  мальчиков в мусульманские семьи с последующей службой при султанском дворе, как правило янычарами. Девширме просуществовало до XVIII века.
В XIX веке религия стала тормозить движение страны. Была предпринята реформа Танзимат, основанная на заимствовании европейской государственной и правовой систем. В основе реформы лежала Маджалла — кодификация исламского права ханафитского толка.
Столица Константинополь отличалась от всей страны: в 1450-х годах мусульмане составляли в ней лишь 44% населения. Однако в 1478 году в городе жило 58,11% мусульман и 41,89% немусульман. В 1520—1530 годах это соотношение выглядело так же: мусульман — 58,3% и немусульман — 41,7%. Путешественники отмечали примерно то же соотношение и в XVII веке. Немусульманам был закрыт доступ к административной или военной карьере. Поэтому немусульмане Стамбула занимались ремеслом и торговлей. Исключение составляли богатые греки квартала Фанар на европейском берегу Золотого Рога; они занимали в основном должности драгоманов (переводчиков). Несмотря на ограничения озины занимались наукой и финансами. В 1839 году в «Кичик Кайнаре» между Российской и Османской империями было подписано соглашение о предоставлении немусульманам политических прав. В 1856 году после завершения Крымской войны, был принят «Указ о реформе», приравнявший религиозные права немусульман к правам мусульман. Ряд налогов и законов, ограничивающих права немусульман, были отменены. Согласно Конституции Османско-тюркского государства 1860 года немусульмане получили право участвовать в управлении государством.

## Реформы Ататюрка
В Османской империи действовал патримониальный султанизм, опиравшийся на личную гвардию султана (янычары) и светскую бюрократию (капыкулу), которые являлись «рабами султана» и набирались из числа зависимых людей. Мустафа Кемаль был представителем «модернизаторской элиты», идеалы которой определились в XIX веке — светскость, тюркизм, республиканизм, европеизация (alafranga). На турецкий язык был переведен Коран.

### Лаицизм
Несмотря на то, что лаицизм (светский принцип) затронул сферу управления и образования, при Ататюрке ислам всегда оставался важной частью частной жизни граждан. Этот принцип встретил наибольшее сопротивление. Неоднократно предпринимались попытки мятежей. В 1980-х годах появление на политической сцене Тургута Озала ознаменовалось доктриной турецко-исламского синтеза. По его мнению, ислам нужно было сделать союзником либерализации и модернизации.

### Реформы
- Упразднение султаната (1 ноября 1922 года)
- Упразднение халифата (3 марта 1924 года)
- Предоставление женщинам равных с мужчинами прав (1926—1934 годы)
- Реформа головных уборов и одежды (25 ноября 1925 года) — запрет на ношение фески и других средневековых головных уборов
- Введение гражданского кодекса (март 1925 года) —  упразднение шариатских судов и введение светского судопроизводства, утверждение уголовного кодекса (разработанного на основе итальянского)
- Запрет на деятельность религиозных обителей и орденов (30 ноября 1925 года) — закрытие текке (дервишские обители) и тюрбе (усыпальницы)[10][11]
- Закон о фамилиях (21 июня 1934 года) — введение фамилий в дополнение к имени, а также отмена титулов и обращений: паша, бей, эфенди, ага

## Суфизм
Среди турецких суннитов действует около двадцати различных суфийских тарикатов (братств). С 1925 г. по решению Правительства на территории Турции запрещена деятельность всех суфийских тарикатов.
Основными тарикатами в современной Турции являются: Накшбанди, Кадырия, Мевлеви и Тиджания.
- Накшбанди — первоначально основанный в Бухаре, этот тарикат распространён преимущественно среди курдов и отчасти среди турок юго-восточных районов страны. В 1925 г. руководство тариката Накшбанди подняло восстание против властей Турции. В 1954 г. 20 лидеров этого тариката было арестовано в Мардине.
- Тарикат Мевлеви, или как его ещё называют Орден вертящихся дервишей, был основан великим поэтом-суфием — Джалаладдином Руми (ум. 1273 г.). Отличительной особенностью Мевлеви является практика ритуальных танцев с целью достижения единства с Богом. С 1925 г. центр тариката Мевлеви был перенесен из г. Конья в г. Халеб (Сирия).
- Кадырия — имеет семь местных ответвлений. Распространён преимущественно среди арабского, курдского и отчасти турецкого населения.
- Тиджания — распространён среди арабов и турок.

## Современная Турция
Согласно исследованию на тему «Социальная структура и религия в Турции» (2008—2011) к верующим себя относят 67% женщин, что на 10% выше, чем относящих себя к верующим мужчин. Религиозность более распространена в сельских поселениях (71%), нежели в городах. Существует обратная пропорциональная зависимость между уровнями дохода и религиозности. Доход наиболее многочисленной группы, причисляющей себя к верующим, составляет от 450 до 1000 турецких лир. 
В конце 2012 года начался процесс против всемирно известного пианиста Фазиля Сая по обвинению в разжигании ненависти к исламу и оскорблении мусульманских ценностей за то, что музыкант оставил запись в твиттере.

### Религиозное образование
Весной 2012 года Парламент Турции одобрил законопроект, предусматривающий преподавание Корана, Сунны пророка Мухаммада, а также арабского языка как факультативных предметов в начальной и средней школе.

### Ношение платков
Турция является первой мусульманской страной, которая в 1925 году официально запретила носить женщинам хиджаб. Попытки отменить запрет на ношение хиджаба предпринимались несколько раз. В первый раз в 1984 году в рамках политики «примирения с исламом», которую проводил премьер-министр Турции Тургут Озал. Однако под давлением светской общественности он вынужден был возобновить запрет в 1987 году. В 2008 году правительство Турции под руководством Реджеп Эрдогана снова попыталось отменить запрет хиджаба в университетах, однако конституционный суд оставил запрет в силе. В 2010 году запрет был снят. В 2013 был снят запрет на ношение мусульманского платка в государственных учреждениях. Однако униформа, не предполагающая ношение хиджаба, осталась в силе для сотрудников органов безопасности, судебных учреждений (судьи, прокуроры), а также военных структур.
В сентябре 2014 года заместитель премьер-министра Турции Бюлент Арынч объявил об отмене многолетнего запрета на ношение хиджаба в старших классах государственных школ.
В марте 2015 года Высший военный суд Турции аннулировал запрет на ношение платка родственниками (супругами, дочерьми и матерями) военнослужащих на территории военных казарм и армейской социальной инфраструктуры.

### Радикальные группы
Радикализм  имеет элементы тюркского национализма, курдского сепаратизма, панисламизма. Его социальный состав также весьма неоднороден.
Причинами радикализма являются как внутренние так и внешние факторы. К внутренним относятся преобладание аграрного населения, практически не подвергнувшегося модернизации и не принимающего прозападной ориентации; наличие большого числа экономически депрессивных регионов; курдский вопрос и другие причины. Внешние факторы связаны с географией страны и конфликтами на Ближнем Востоке, Балканах и Кавказе. Существенными факторами являются нерешённость палестинского вопроса, союзничество с США и партнёрство с Израилем.
Насчитывается несколько экстремистских организаций, стремящихся к установлению шариатского государства и халифата, отменённого Кемалем Ататюрком. Среди них: «Исламская освободительная армия», «Бойцы исламской революции», «Турецкий исламский джихад», «Джейшуллах» («Армия Аллаха»), и действующая с территории Германии группировка «Государство Халифата».
Известно о деятельности «Фронта исламских завоевателей Великого Востока», основанного на идеологии Неджипа Фазиля Кисакюрека (1905-1983) и его ученика Салиха Иззета Эрдишема (род. в 1950 году, известен как Салих Мирзабейоглу). Фронт выступает против сотрудничества с Ираном, за уничтожение шиитов, алавитов и изгнание из политики еврейского и христианского «присутствия».
Действовали в Турции зарубежные экстремистские движения («Борцы за Иерусалим», «Хизб-ут Тахрир» и «Организация исламского движения). В 2000 году их руководители были схвачены властями и осуждены.